# 巴特施塔弗尔施泰因
巴特施塔弗尔施泰因是德国巴伐利亚州上弗兰肯行政区利希滕费尔斯县的一个市镇。总面积99.40平方公里，总人口10636人，其中男性5295人，女性5341人（2011年12月31日），人口密度107人/平方公里。

## 照片库

巴特施塔弗尔施泰因 - Bad Staffelstein
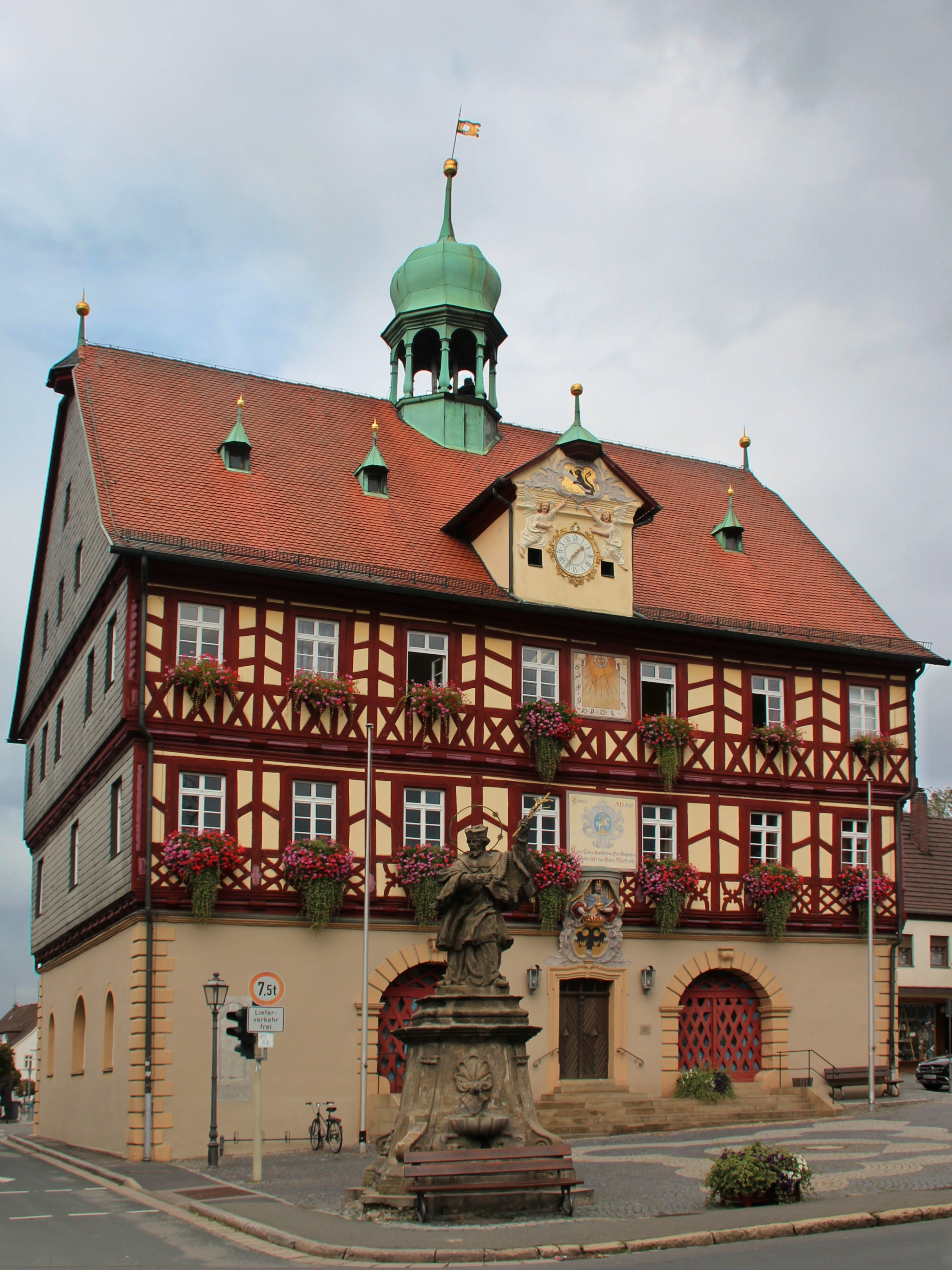
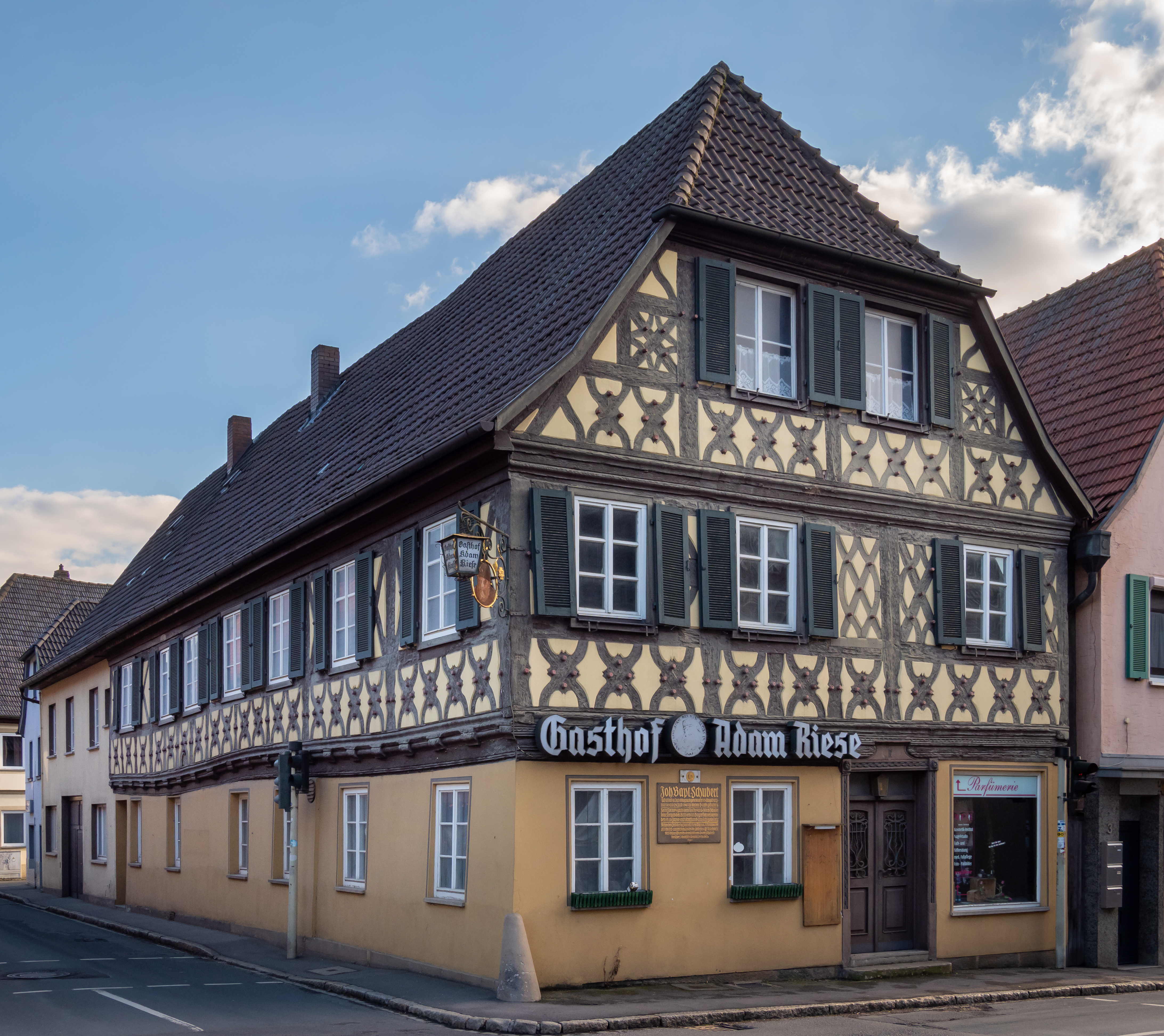
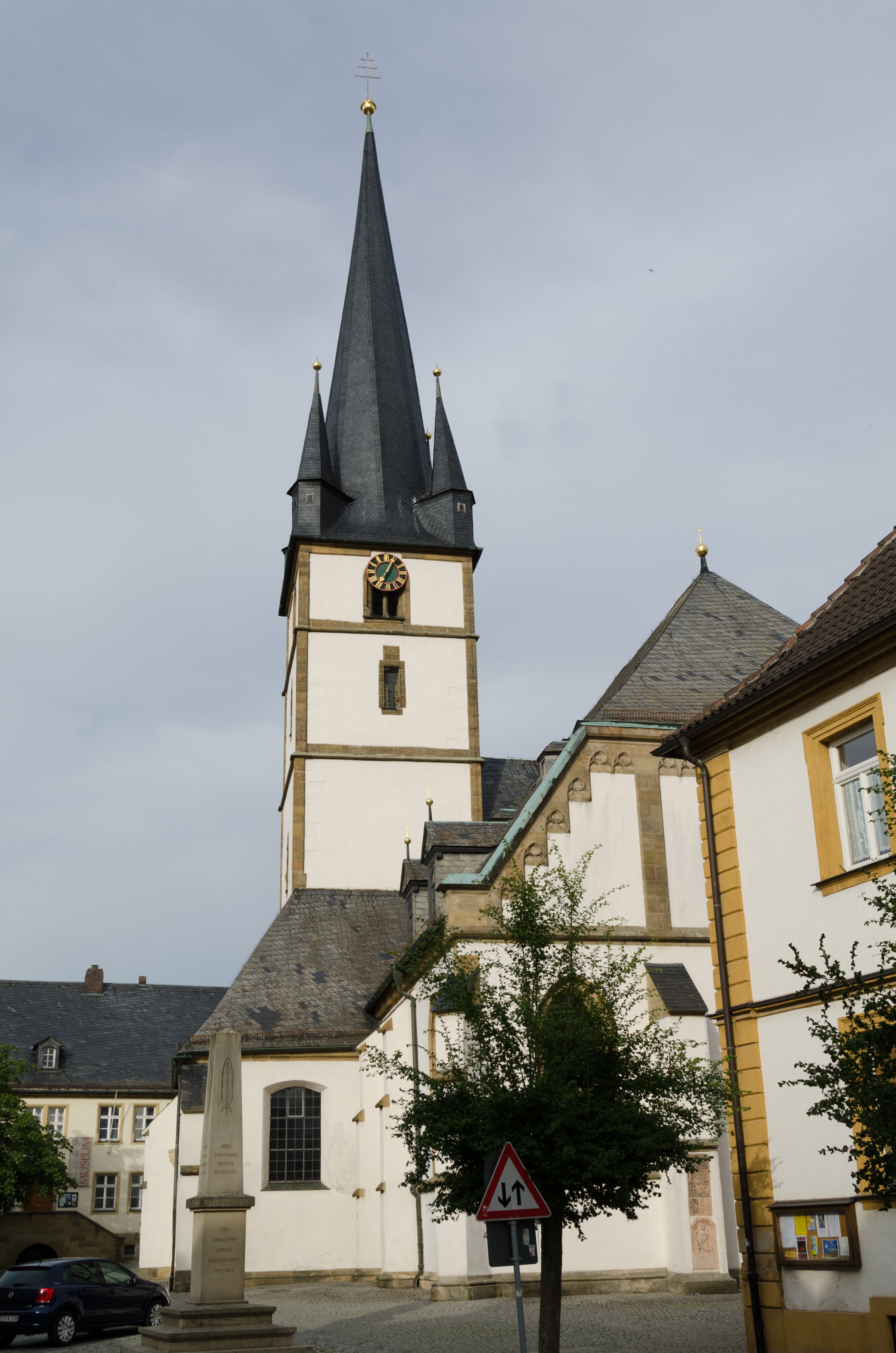
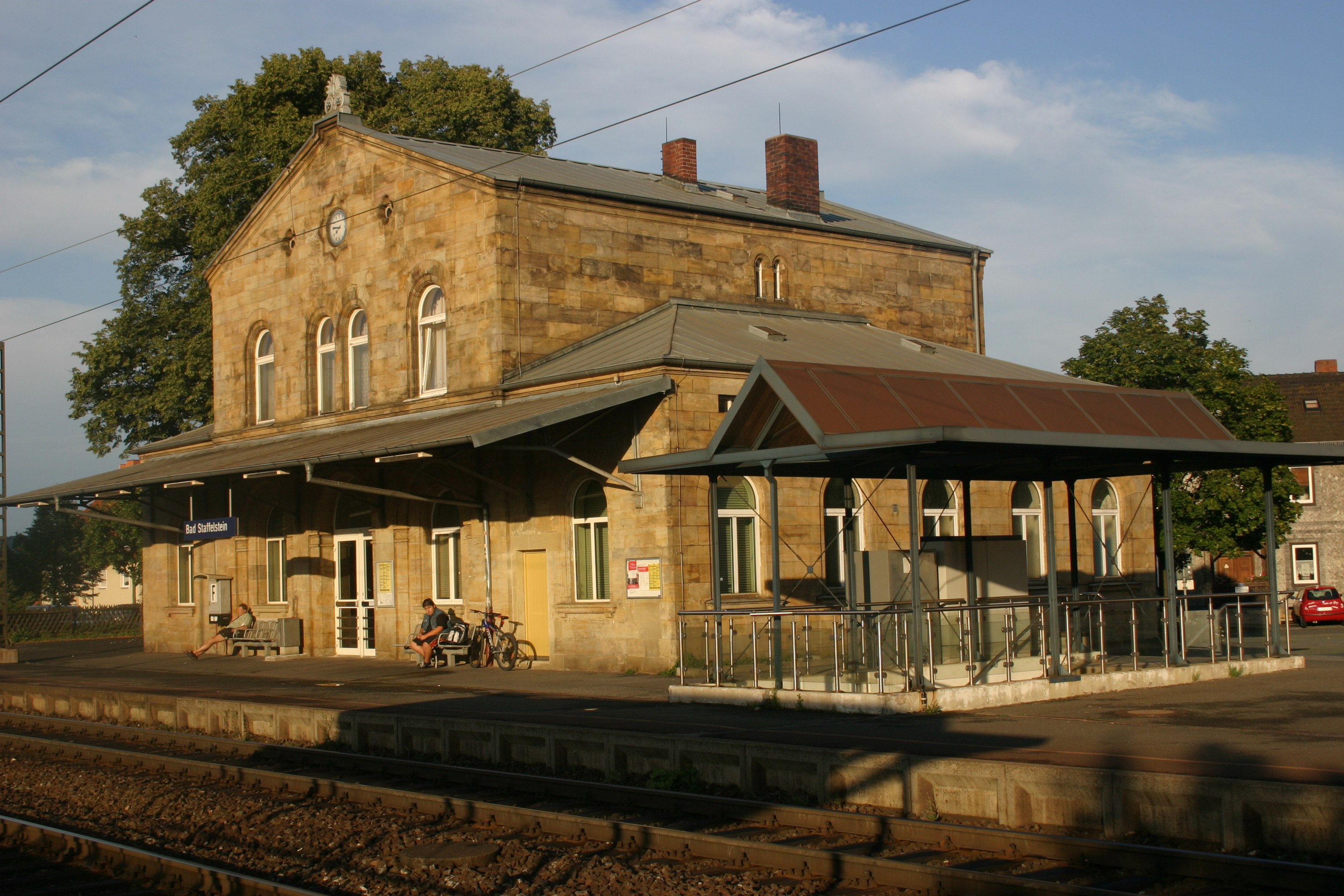
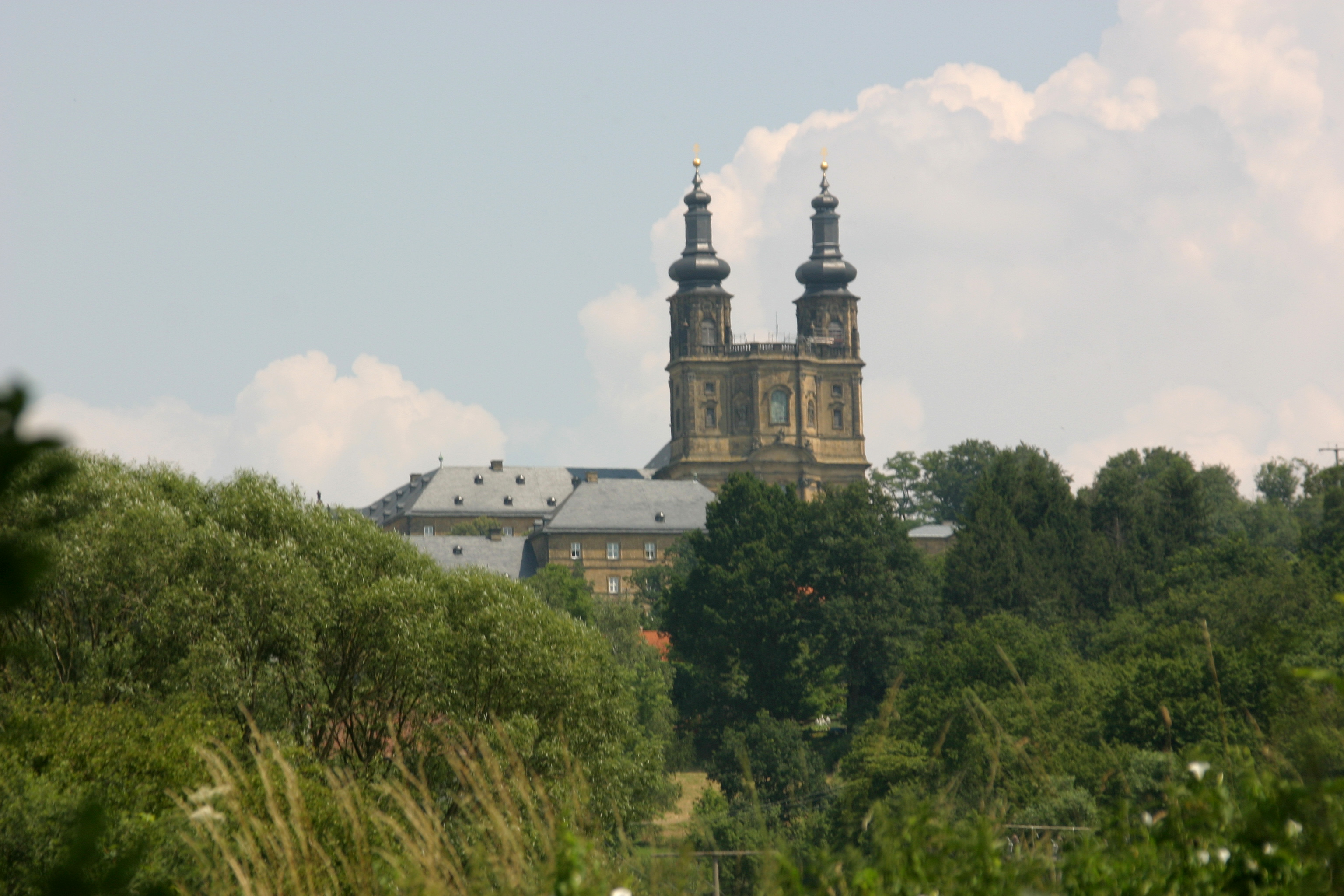
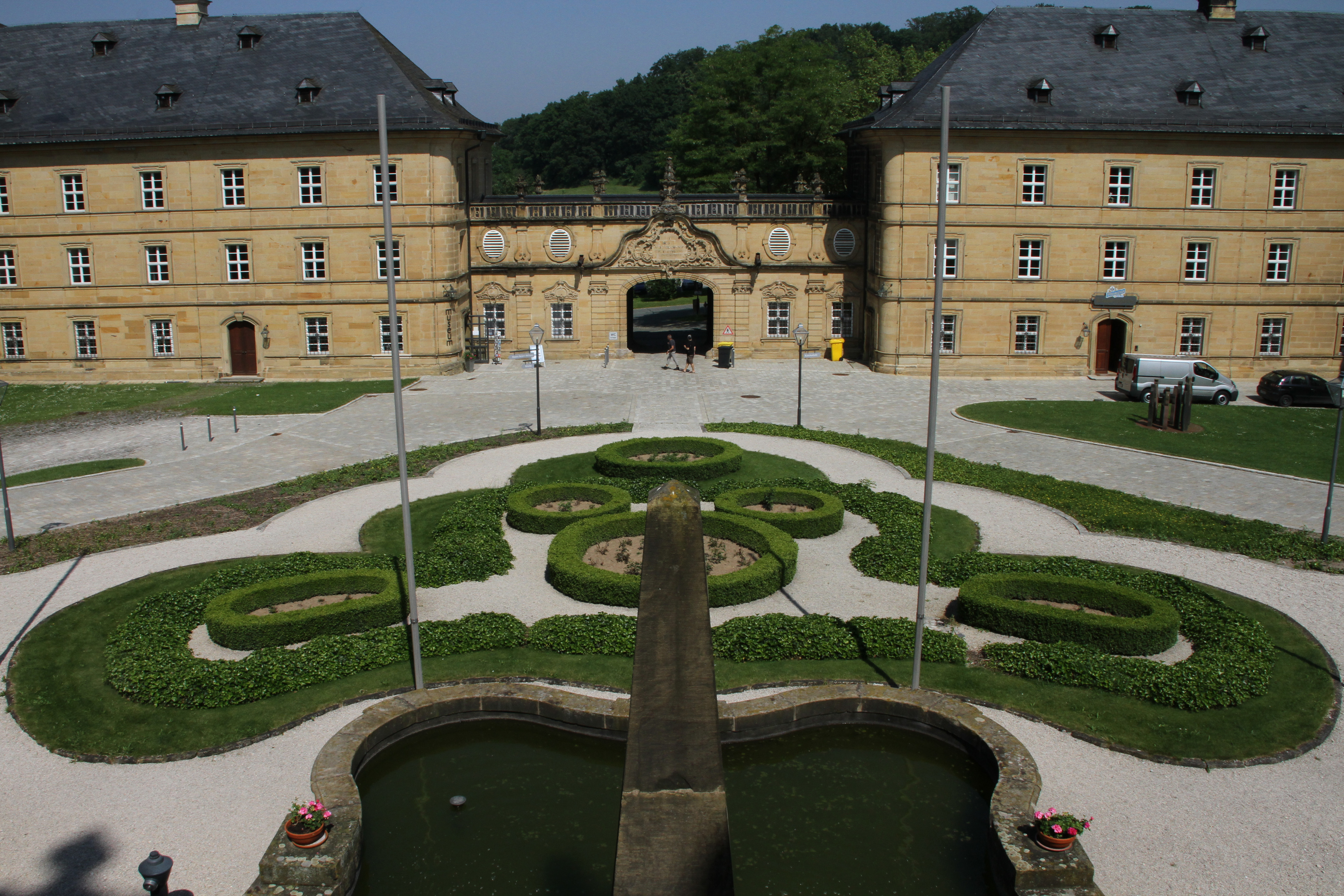
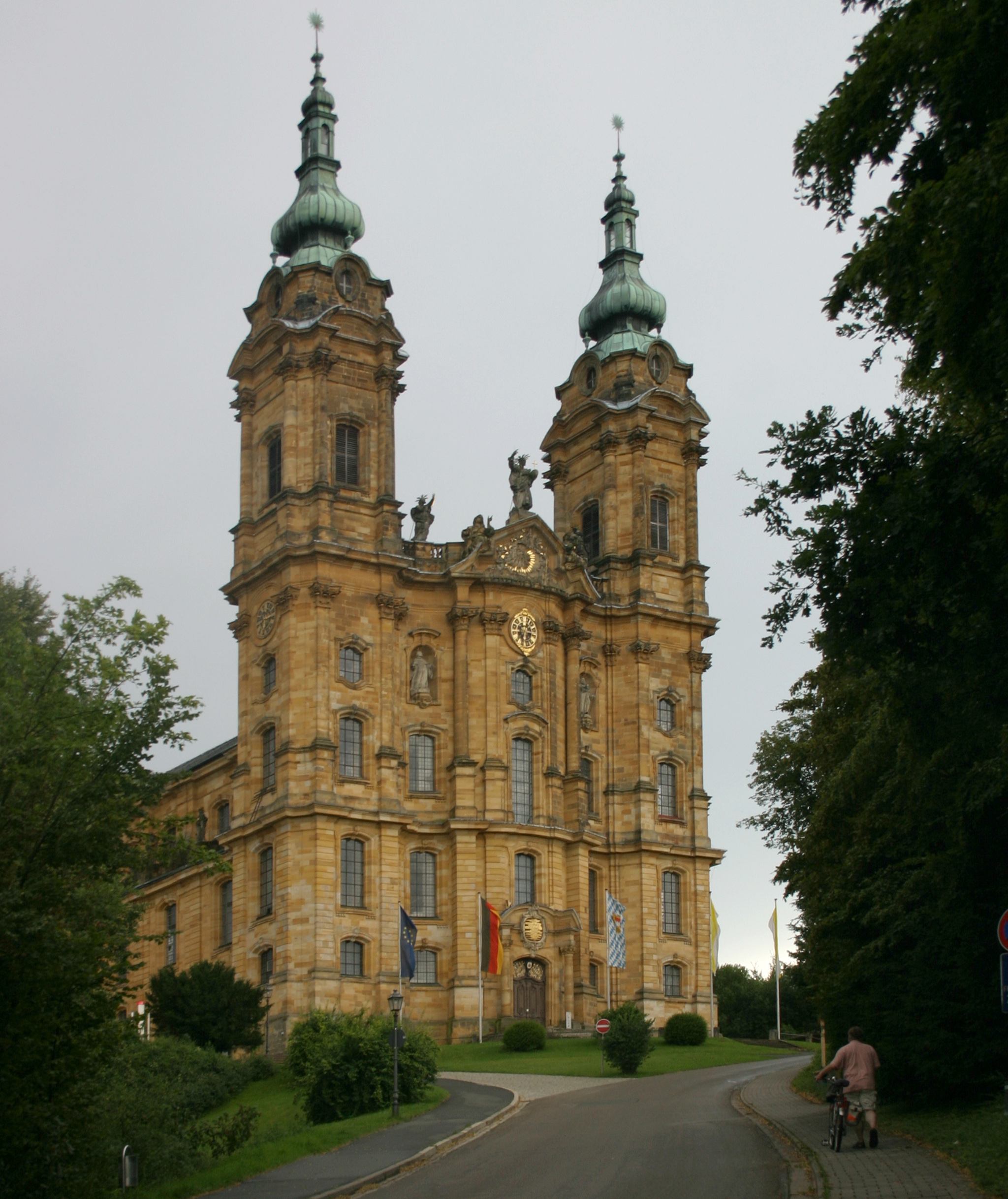
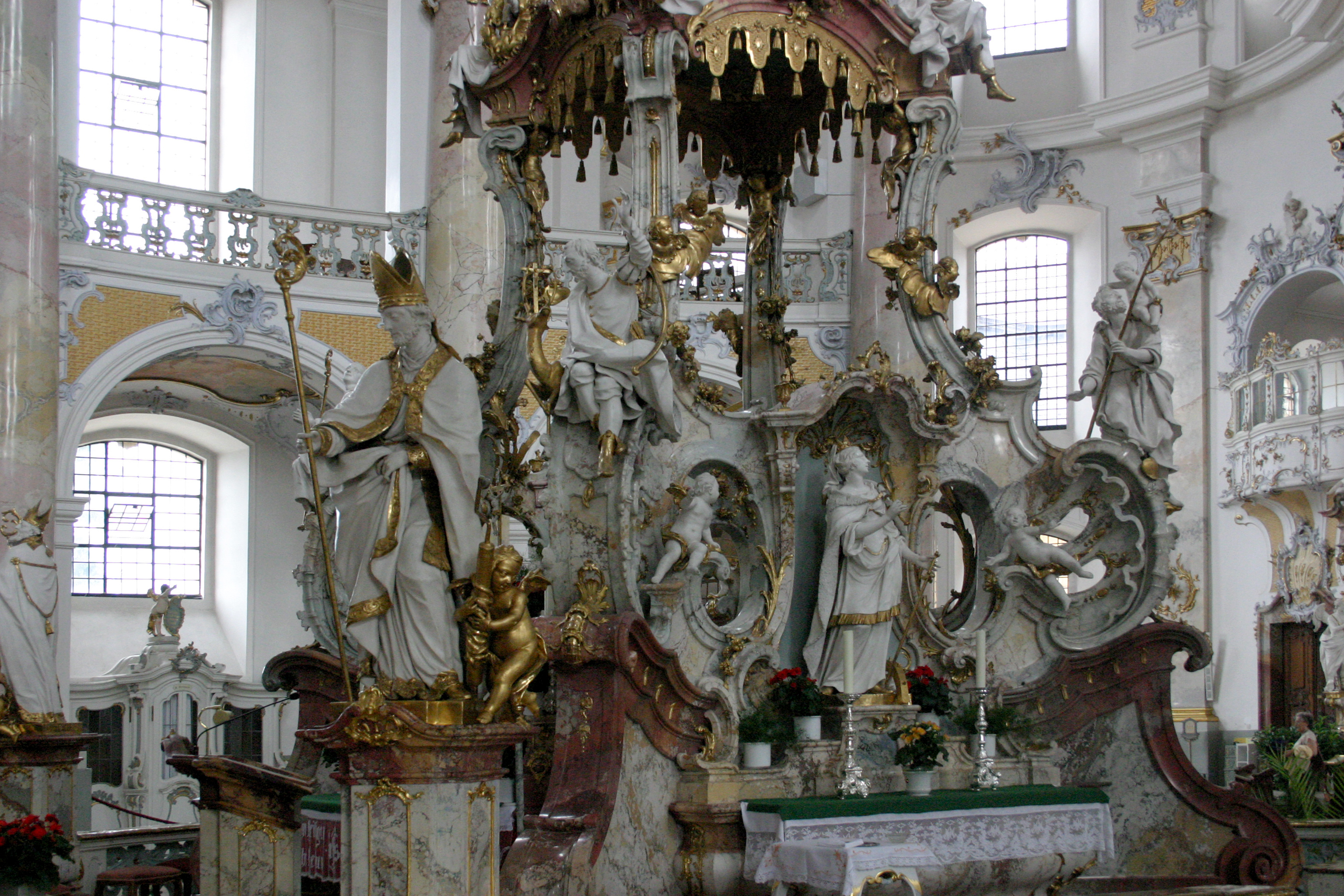
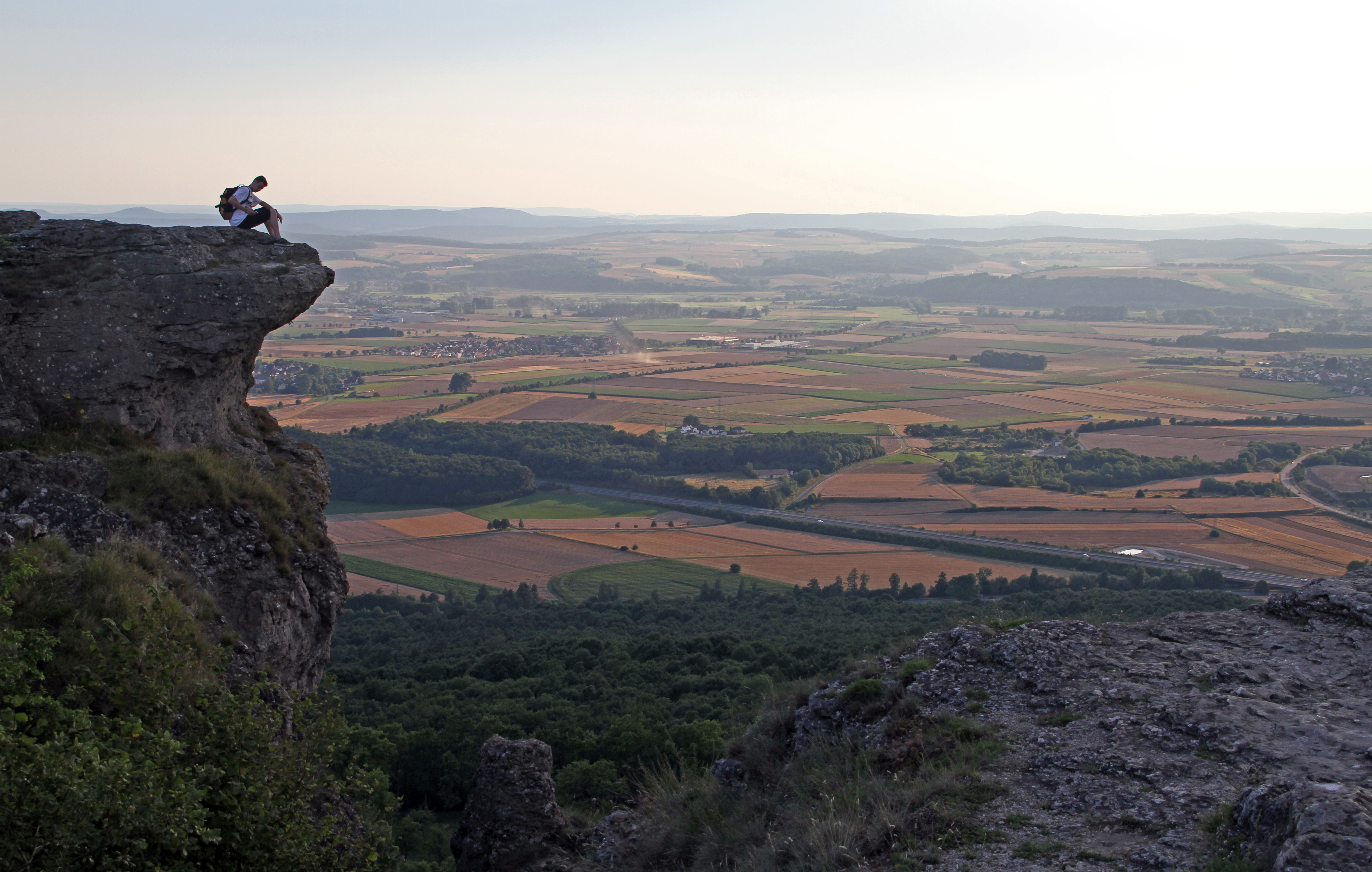
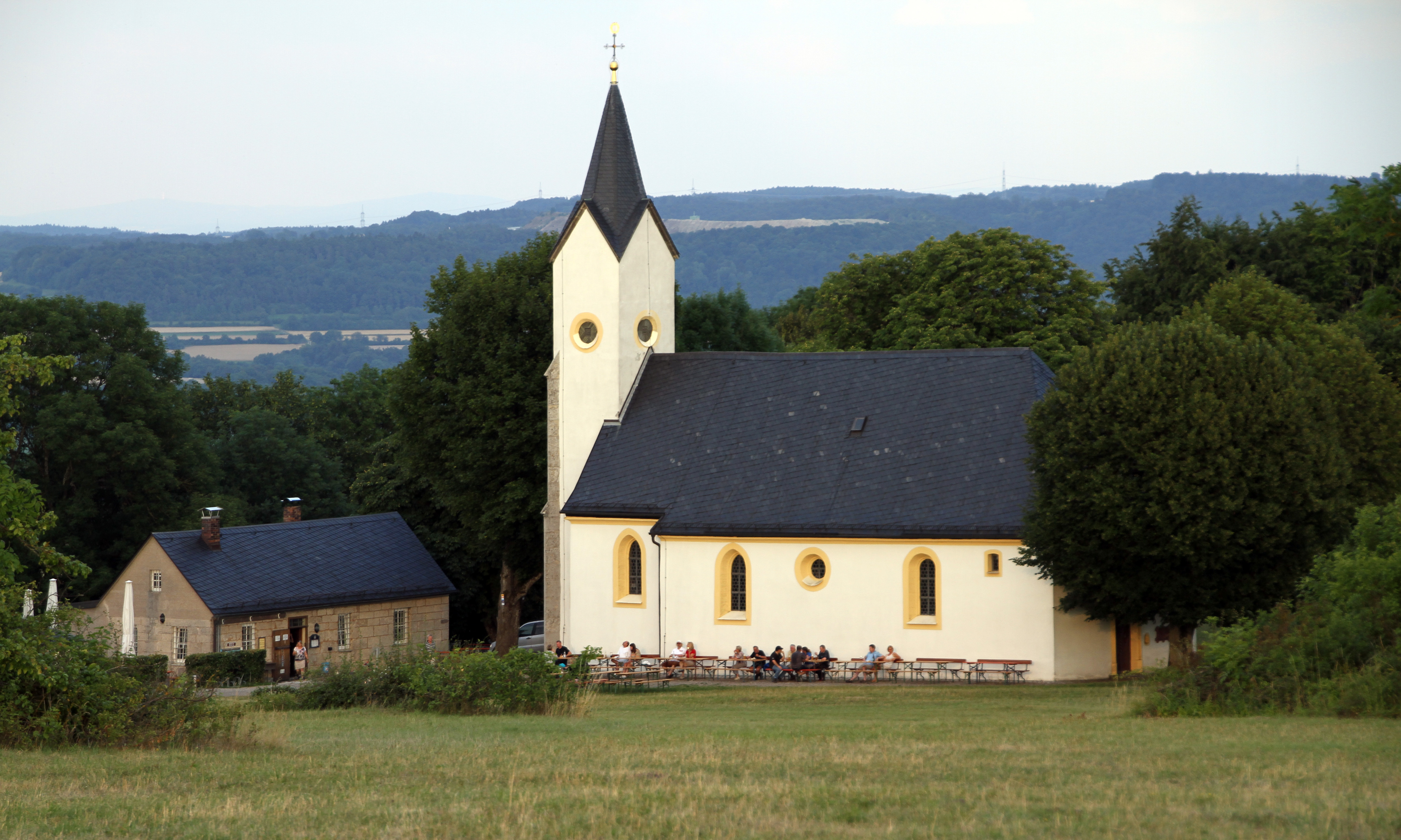